# Bleury
Bleury è una località appartenente al comune francese di Bleury - Saint-Symphorien, situato nel dipartimento dell'Eure-et-Loir nella regione del Centro-Valle della Loira. Fino al 2011 è stato un comune autonomo.

## Società

### Evoluzione demografica
Abitanti censiti